# Comitato di Brassó
Il comitato di Brassó (in ungherese Brassó vármegye; in rumeno Comitatul Brașov; in tedesco Komitat Kronstadt; in latino Comitatus Brassoviensis, Comitatus Coronensis) è stato un comitato del Regno d'Ungheria, situato nell'attuale Romania centrale, in Transilvania. Capitale del comitato era la città omonima, oggi nota col nome romeno di Brașov.
Il comitato di Brassó confinava con il Regno di Romania e con gli altri comitati di Fogaras, Nagy-Küküllő e Háromszék. Geograficamente era delimitato a sud dalla catena dei Carpazi.

## Storia
La regione fu colonizzata fin dal XII secolo da popolazioni di ceppo tedesco, che fondarono la città di Brașov col nome di Kronstadt e vi rimasero fino alla seconda guerra mondiale.
Il comitato di Brassó venne invece creato nel corso della riforma amministrativa della Transilvania del 1876 e rimase ungherese fino al 1920, quando in forza del Trattato del Trianon passò alla Romania.
Il suo territorio fa oggi parte del distretto romeno di Brașov, eccetto la porzione occidentale che è inglobata nel distretto di Sibiu.